# Goddes
Goddes (en llatí Goddas o Godas) era un noble d'origen got al servei del rei vàndal Gelimer.
Gelimer després de pujar al poder l'any 530, el va enviar potser el 532 a Sardenya llavors província dels vàndals, com a recaptador amb poder de governador. Goddes va deixar d'enviar els impostos i es va declarar governant de Sardenya.
L'any 533 els romans d'Orient, que havien declarat la guerra als vàndals, van començar a tractar amb Goddes, que es va relacionar amb Justinià I com un sobirà independent. Gelimer el va considerar traïdor i va enviar un gran exèrcit a l'illa dirigit pel seu germà Tzazó o Zanó. Aquest exèrcit el formava la major part de la força de combat dels vàndals. Segons Procopi, l'exèrcit va desembarcar a Càller, va ocupar la ciutat i va poder derrotar amb facilitat a Goddes al que va matar juntament amb els soldats que l'acompanyaven. Justinià havia enviat una expedició per auxiliar-lo, però no va arribar a temps.
La revolta de Goddes va resultar fatal per al regne vàndal, perquè mentre Tzazó havia marxat a Sardenya amb el gruix de les forces vàndales, un exèrcit romà d'Orient comandat per Belisari va desembarcar sense oposició prop de Caput Vada, amb la intenció de recuperar per l'Imperi les regions del nord d'Àfrica. Belisari va derrotar les tropes dels vàndals restants i va capturar Cartago abans que Gelimer pogués fer tornar a Tzazo.